# Ernst Pohlhausen
Ernst Pohlhausen (* 20. Mai 1890 in Mittweida (Sachsen); † 9. März 1964 in Kiel) war ein deutscher Mathematiker und Hochschullehrer.
Pohlhausen wurde 1890 als Sohn des Ingenieurs und Lehrers am Technikum Mittweida August Pohlhausen (1860–1938) und Hedwig, geb. Eugen (1865–1900) in Mittweida geboren. Nach dem Abitur 1909 am Dreikönigsgymnasium in Dresden studierte er 1909–1913 Mathematik und Physik an der Universität Göttingen und wurde Assistent von Ludwig Prandtl. Von 1914 bis 1919 nahm er am Ersten Weltkrieg als Kriegsfreiwilliger teil und wurde ab 1917 zum Kampfflieger ausgebildet. Nach der Promotion 1919 in Göttingen war er von 1919 bis 1920 wiss. Mitarbeiter bei „Flugzeugbau Friedrichshafen“ in Rostock-Warnemünde. Seit 1921 lehrte er nach der Habilitation über Die Berechnung der Eigenschwingungen statisch-bestimmter Fachwerke als ao. Professor und seit 1924 als ordentlicher Professor an der Universität Rostock, von 1926 bis 1945 als ordentlicher Professor für Angewandte Mathematik an der TH Danzig. Diese leitete er von 1934 bis 1941 als Rektor, ab 1941 war er der Kurator der wissenschaftlichen Hochschulen in Danzig. Mit Kriegsbeginn 1939 meldete er sich erneut freiwillig zum Kriegseinsatz. Ab 1951 lebte er in Kiel.
Im November 1933 unterzeichnete Pohlhausen das Bekenntnis der deutschen Professoren zu Adolf Hitler. Er trat zum 1. Mai 1933 der NSDAP bei (Mitgliedsnummer 2.855.401) und war 1938 SA-Sturmbannführer. Ferner war er von 1937 bis 1945 im NS-Dozentenbund Dozentenbundführer im Reichsgau Danzig-Westpreußen. Ab 1937 war er korrespondierendes Mitglied der „Deutschen Akademie für Luftfahrtforschung“.
Pohlhausen war mit Irma Johanna Wunderlich (* 24. Juli 1894 in Wittgensdorf) verheiratet.